# 深津十一
深津 十一（ふかつ じゅういち、1963年 -）は、日本の小説家、推理作家。京都府京都市出身、北海道札幌市在住。京都教育大学卒業。2012年、『「童石」をめぐる奇妙な物語』で第11回『このミステリーがすごい!』大賞の優秀賞を受賞。

## 作品リスト

### 小説
- 『「童石」をめぐる奇妙な物語』（2013年3月・宝島社）
  - 【改題】コレクター 不思議な石の物語（2014年4月・宝島社文庫）
- 『花工房ノンノの秘密 死をささやく青い花』（2014年5月・宝島社文庫）
- 『デス・サイン 死神のいる教室』（2016年3月・宝島社文庫）
- 『秘仏探偵の鑑定紀行』（2020年4月・宝島社文庫）

### 単行本未収録作品
- 稀有なる食材（宝島社文庫『もっとすごい! 10分間ミステリー』）
- 夏色の残像（宝島社文庫『5分で読める! ひと駅ストーリー 夏の記憶 西口編』）
- 闇の世界の証言者（宝島社文庫『5分で読める! ひと駅ストーリー 冬の記憶 東口編』）
- 本を愛する人求む（宝島社文庫『5分で読める! ひと駅ストーリー 本の物語』）
- テイスター・キラー（宝島社文庫『5分で読める! ひと駅ストーリー 食の話』）

### WEB連載
- ちっこい骨（2015年5月 - WEB文芸誌『片隅』・伽鹿舎）[3]